# Eureka (1983)
Eureka ist der Name eines 1983 gedrehten, britisch-amerikanischen Dramas von Nicolas Roeg. In den wichtigsten Rollen spielen Gene Hackman, Rutger Hauer, Mickey Rourke, Theresa Russell und Joe Pesci.

## Handlung
Der arktische Goldsucher Jack McCann (Gene Hackman) wird nach 15 Jahren einsamer Suche zu einem der reichsten Männer der Welt, als er 1925 buchstäblich in einen Berg voller Gold fällt. Zwanzig Jahre später, 1945, lebt er im Luxus auf einer Karibikinsel, die ihm gehört. Aber sein Reichtum bringt ihm keinen Seelenfrieden, denn er muss mit Helen (Jane Lapotaire), seiner gelangweilten, alkoholkranken Ehefrau, zurechtkommen; mit Tracy (Theresa Russell), seiner eigensinnigen Tochter, die Claude Van Horn (Rutger Hauer), einen ausschweifenden, schäkernden Aufsteiger, geheiratet hat; sein paranoider Assistent Charles Perkins (Ed Lauter); und Miamis Mafiosi unter der Führung von Aurelio D’Amato (Mickey Rourke), die von Mayakofsky (Joe Pesci) geschickt wurden und seine Insel für den Bau eines Casinos haben wollen. Sein Leben ist verstrickt mit den Obsessionen der Menschen um ihn herum mit Gier, Macht und Ausschweifungen vor einem Hintergrund okkulter Symbolik.
Als Jack von unsichtbaren Mafia-Kollegen brutal ermordet wird, wird sein Schwiegersohn Claude für das Verbrechen verhaftet und vor Gericht gestellt, was sich über weite Teile des zweiten Teils des Films hinzieht. Aufgrund von Indizien und Jacks langer Liste von Feinden gelingt es der Staatsanwaltschaft nicht, Claude zu belasten, und er wird freigesprochen. Claude verlässt kurz darauf mit Tracy die Insel, und der Mord an Jack McCann bleibt ungeklärt.

## Veröffentlichungen in Deutschland
Eureka wurde im März 1983 auf VHS-Kassette herausgebracht. Im Juni 2004 folgte die deutschen DVD-Premiere und Pidax Film erweitert das Angebot ab Oktober 2021 um eine Blu-ray- sowie remasterte DVD-Amaray. Sämtliche Cover zieren das FSK 18-Siegel. Der Film war nie indiziert.

## Kritik
„Ein in einer streckenweise virtuos inszenierten Bilderflut aufgelöstes und gleichzeitig überhöhtes Vexierspiel, das sich als visionäre Annäherung an das Mysterium des Lebens gibt; dabei fließen die Grenzen zwischen wahrer Einsicht und Erkenntnis und platter Pseudophilosophie ineinander.“